# Понтрезина
Понтрезина (нем. Pontresina) — коммуна в Швейцарии, в кантоне Граубюнден. Известный курорт Верхнего Энгадина. Входит в состав округа Малоя. Официальный код — 3784.

## География
Площадь коммуны составляет 118,19 км². 16,7 % территории Понтрезины используется для сельскохозяйственных нужд; 8,8 % занимают леса; 1,6 % — населённые пункты и дороги и оставшиеся 72,9 % никак не используются (горы, ледники, реки). Коммуна расположена в регионе Верхнии Энгадин, в долине Бернина. Вблизи Понтрезины расположены ледники Мортерач и Розег.

## Население
По данным на 2012 год население коммуны составляет 2080 человек. По данным переписи 2000 года гендерный состав населения распределяется следующим образом: 50,2 % — мужчины и 49,8 % — женщины. Возрастной состав населения (также по данным на 2000 год) был следующим: 7,5 % — младше 9 лет; 4,3 % — от 10 до 14 лет; 6,2 % — от 15 до 19 лет; 20,0 % — от 20 до 29 лет; 19,9 % — 30 до 39 лет; 16,2 % — от 40 до 49 лет; 12,3 % — от 50 до 59 лет; 7,0 % — от 60 до 69 лет; 4,4 % — от 70 до 79 лет; 2,1 % — от 80 до 89 лет и 0,2 % — старше 90 лет.
Динамика численности населения коммуны по годам:
| 1900 | 1950 | 1960 | 1970 | 1980 | 1990 | 2000 |
| ---- | ---- | ---- | ---- | ---- | ---- | ---- |
| 488  | 774  | 1067 | 1646 | 1726 | 1604 | 2191 |

## Языки
По данным переписи 2000 года 57,69 % населения считают родным немецкий язык; 16,11 % — итальянский и 7,94 % — романшский . Вплоть до XIX века всё население коммуны полностью говорило на романшском языке, однако затем его роль постепенно уменьшалась. В 1880 году романский считали родным только 45,7 % населения; в 1900 году — 33,61 %; в 1941 году — 26,7 %; в 1970 году — всего 16,22 %.

## Транспорт
Понтрезина связана с соседними городами автомобильными и железными дорогами. Железнодорожная станция Понтрезина расположена к западу от города.

## Галерея

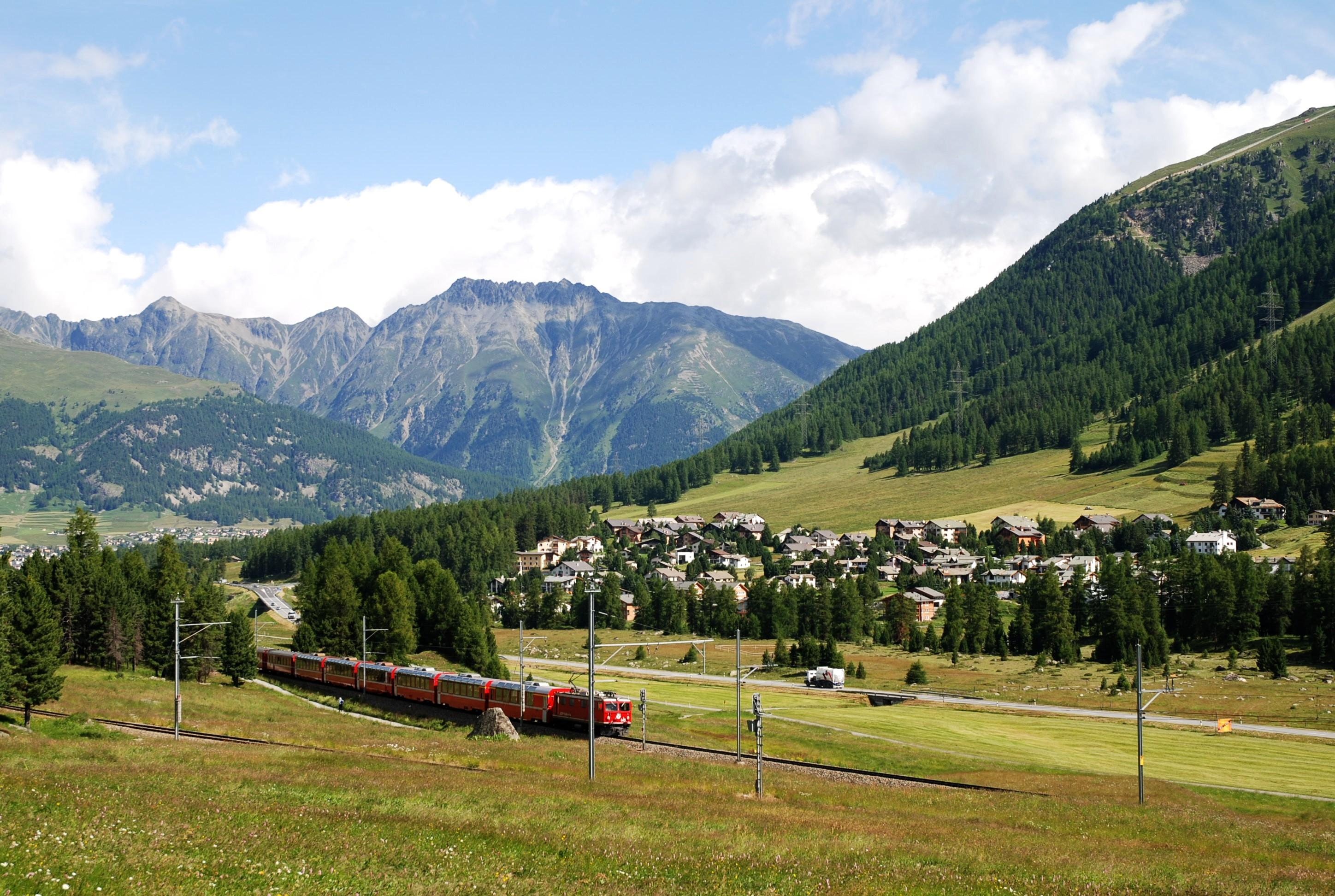
Вид на Понтрезину
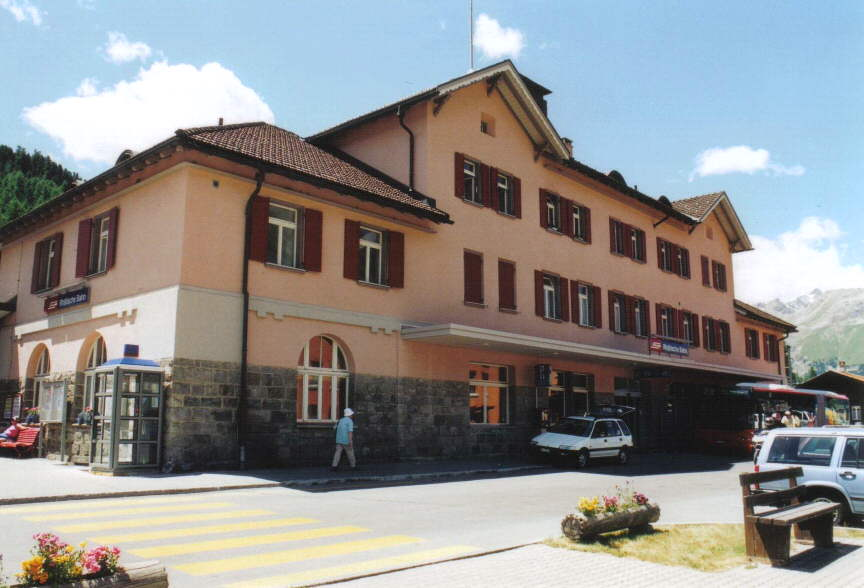
Железнодорожная станция
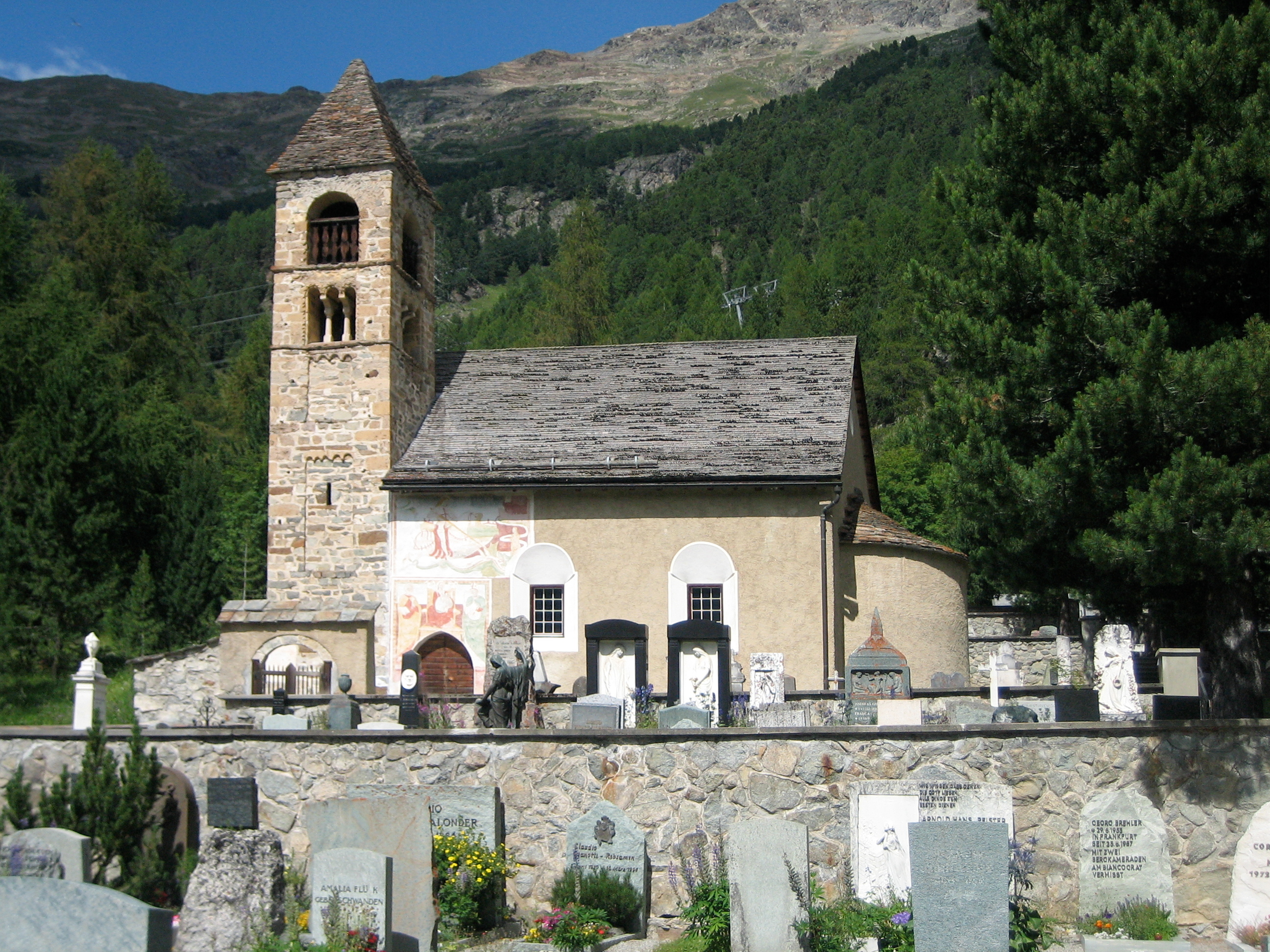
Церковь Св. Марии